# Ria de Huelva

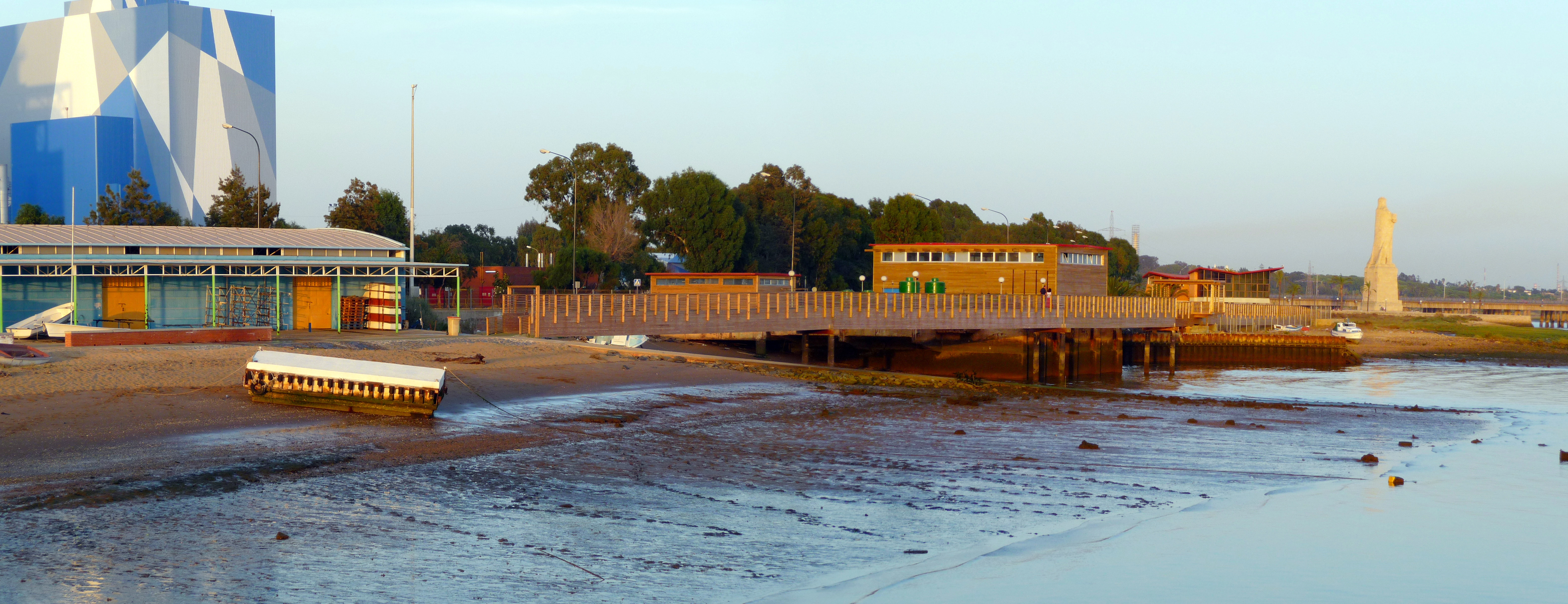
Vora de la Ria de Huelva al paratg anomenat Punta del Sebo. A l'esquerra, la central tèrmica Cristóbal Colón.

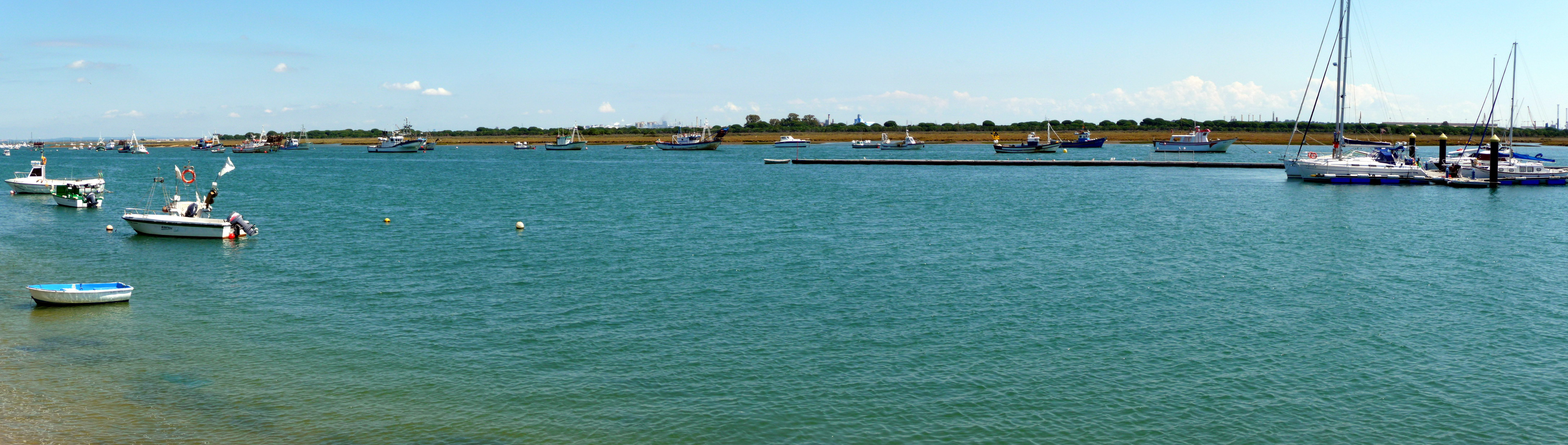
La ria al seu pas per Punta Umbría.

La ria de Huelva, Ría de Huelva, és un estuari que es troba al sud de la província de Huelva, s'estén entre les localitats de Huelva, Punta Umbría i Palos de la Frontera (Espanya), està formada per la confluència dels rius Odiel i Tinto i rep els aportaments diaris de l'oceà Atlàntic.
A les seves vores es troba la ciutat de Huelva, el Monestir de La Rábida de Palos de la Frontera, Punta Umbría, el Port de Huelva i el Pol Químic. Dins té les illes d'Enmedio, Saltés, del Burro, Bacuta, de la Liebre (catalogades per la Junta d'Andalusia com Reserves integrals) que conformen el Paratge Natural de Marismas del Odiel i els diferents esteros de la zona. D'importància arqueològica va ser la troballa a la dècada de 1920 en les seves aigües de l'anomenat "Dipòsit de la ria de Huelva" datat del 1000 aC, amb diferents objectes de l'edat del bronze o en la dècada de 1970 de figuretes que representaven les divinitats síries Reshef i Anath.
Pel fort impacte ambiental de les empreses del Pol de Promoció i Desenvolupament, diverses entitats demanen la retirada d'aquestes empreses.